# Sphaerodactylus argivus
Sphaerodactylus argivus är en ödleart som beskrevs av  Garman 1888. Sphaerodactylus argivus ingår i släktet Sphaerodactylus och familjen geckoödlor.

## Underarter
Arten delas in i följande underarter:
- S. a. argivus
- S. a. bartschi
- S. a. lewisi